# イゴール・フィリペンコ
イゴール・フセヴォロドヴィチ・フィリペンコ（ベラルーシ語: Ягор Усеваладавіч Філіпенка, 1988年4月10日- ）は、ベラルーシ・ミンスク出身のサッカー選手。ポジションはディフェンダー。ベラルーシ・プレミアリーグ・FC BATEボリソフ所属。

## 経歴

### クラブ
1988年、ベラルーシの首都ミンスクで生まれ、FCミンスクのアカデミーに在籍をした。2001年からはFC BATEボリソフのアガデミーに移った。2006年、BATEボリソフとプロ契約をしてキャリアをスタートさせた。2007年にはベラルーシ・プレミアリーグのベスト22選手のひとりに選ばれた。2008年、ロシア・プレミアリーグの強豪FCスパルタク・モスクワへ移籍をした。チャンネルワン・カップにてスパルタクの選手としてのデビューを飾った。2009年、FCトム・トムスクへ半年間レンタル移籍をした。2009年9月27日、以前在籍をしていたFCトム・トムスクとの試合 (5-0) では前半の39分に得点をしスパルタク移籍後初、そしてロシアリーグ移籍後初の得点を決めた。2010年はFCシビル・ノヴォシビルスクへレンタル移籍をした。2011年2月16日、プロキャリアをスタートさせたBATEボリソフへレンタルされる事が決まった。
2015年1月5日、スペインのマラガCFへ2年半契約で移籍した。
2016年3月11日、マッカビ・テルアビブFCに移籍した。

### 代表
ベラルーシ代表としてはU-17、U-19に招集され、U-21のベラルーシ代表にも招集された。UEFA U-21欧州選手権2011の3位決定戦を掛けた戦い、およびロンドン五輪出場権をかけたU-21チェコ代表との試合 (1-0) では、後半の43分にセンタリングされたボールをボレーシュートでゴール隅に入れ得点を挙げた。そのまま試合は終了しベラルーシのロンドン五輪出場権獲得に大きく貢献をした。
2007年9月12日、UEFA EURO 2008予選のスロベニア代表戦でA代表デビューをした。

## タイトル
FC BATEボリソフ
- ベラルーシ・プレミアリーグ：2006, 2007, 2011, 2012, 2013, 2014
- ベラルーシ・スーパーカップ：2011, 2014